# Interazionismo simbolico
L'interazionismo simbolico è un approccio teorico sviluppatosi negli Stati Uniti d'America, che costituisce una prosecuzione in sociologia e psicologia del pensiero pragmatista di William James. 
Pone l'accento sulla creazione dei significati nella vita e nelle azioni umane, sottolineando la natura pluralistica della società, il relativismo culturale e sociale delle norme e delle regole etiche e sociali e la visione del Sé come socialmente strutturato. La teoria si occupa soprattutto dell'interazione sociale che ha luogo nella vita quotidiana della gente. È una teoria microsociologica.

## Origine e influenze
Oltre che dal pragmatismo di William James e di Charles Sanders Peirce, il pensiero interazionista è stato profondamente influenzato da Max Weber, Edmund Husserl e Alfred Schütz ed in ambito linguistico dalle opere di Ferdinand de Saussure, Ernst Cassirer e Ludwig Wittgenstein.
L'interazionismo rappresenta l'approccio teorico dominante negli studi della Scuola sociologica di Chicago e di George Herbert Mead, e le sue considerazioni costituiscono un punto di partenza per lo sviluppo della psicologia sociale.
L'espressione interazionismo simbolico fu coniata da Herbert Blumer in un saggio del 1937 pubblicato sulla rivista Man and society, che si rifaceva in parte ai lavori di George Herbert Mead.
Sono tre i principi dell'interazionismo simbolico, divenuta una vera e propria scuola di pensiero:
1. gli esseri umani agiscono nei confronti delle "cose" (oggetti fisici, esseri umani, istituzioni, idee...) in base al significato che attribuiscono ad esse;
2. il significato attribuito a tali oggetti nasce dall'interazione tra gli individui ed è quindi condiviso da questi (il significato è un prodotto sociale);
3. tali significati sono costruiti e ricostruiti attraverso un "processo interpretativo messo in atto da una persona nell'affrontare le cose in cui si imbatte"[1].

Mead sosteneva che le interazioni fra individui e gruppi di individui non nascano da una serie di risposte a stimoli (prospettiva comportamentista), ma dall'interpretazione dei significati simbolici attribuiti agli stimoli stessi.
Per Mead l'individuo vive e opera in un mondo sociale. Si può comprendere il modo in cui il singolo agisce solo se si considera il suo comportamento all'interno del gruppo sociale al quale appartiene, poiché le azioni del soggetto trascendono i confini del singolo e coinvolgono anche gli altri membri del gruppo.
I concetti fondamentali dell'interazionismo simbolico sono:
- la mente si forma grazie all'acquisizione da parte dell'individuo dei processi di interazione sociale nei quali è coinvolto sin dai primi anni di vita;
- il Sé si forma solamente grazie al modo in cui il soggetto ritiene di essere giudicato dagli altri;
- l'azione sociale viene regolata e guidata dal significato che gli individui conferiscono alla situazione in cui vengono a trovarsi;
- il linguaggio è il principale mezzo di comunicazione di simboli, significati, etc;
- l'azione non è una risposta allo stimolo, ma si forma un passo alla volta nel corso del suo sviluppo.

L'interazionismo simbolico ha avuto il suo maggior momento di fertilità dagli anni trenta agli anni sessanta del Novecento.

## Le correnti teoriche
La prospettiva simbolica è ampia e comprende vari approcci. La corrente maggiore è quella dell'interazionismo simbolico secondo la quale il simbolo è "qualcosa che rappresenta in modo significativo qualcosa di diverso" (segni, gesti, regole condivise, linguaggio...).
Erving Goffman applica un approccio "drammaturgico" all'interazione sociale: considera la vita sociale come una sorta di teatro in cui le persone assumono le diverse parti e agiscono come "registi" della loro vita e delle impressioni che destano negli altri.
Harold Garfinkel adotta un approccio che egli chiama "etnometodologico", secondo cui bisogna cercare di grattare sotto la superficie del comportamento sociale per scoprire come le persone creano e condividono gli accordi della vita sociale e come basano le proprie azioni su tali accordi.